# Talaiotische Siedlung von Capocorb Vell
Die talaiotische Siedlung von Capocorb Vell (mallorquinisch Poblat talaiòtic de Capocorb Vell) ist eine archäologische Ausgrabungsstätte einer der spätbronzezeitlichen Talaiot-Kultur (auch Talayot-Kultur) zugerechneten Siedlung auf der spanischen Baleareninsel Mallorca. Sie befindet sich nahe der Südküste der Insel auf dem Gemeindegebiet von Llucmajor in der Region (Comarca) Migjorn. Das genaue Alter der Siedlung ist nicht bekannt, es wird vermutet, dass sie aus dem 12. Jahrhundert v. Chr. stammt.

## Beschreibung

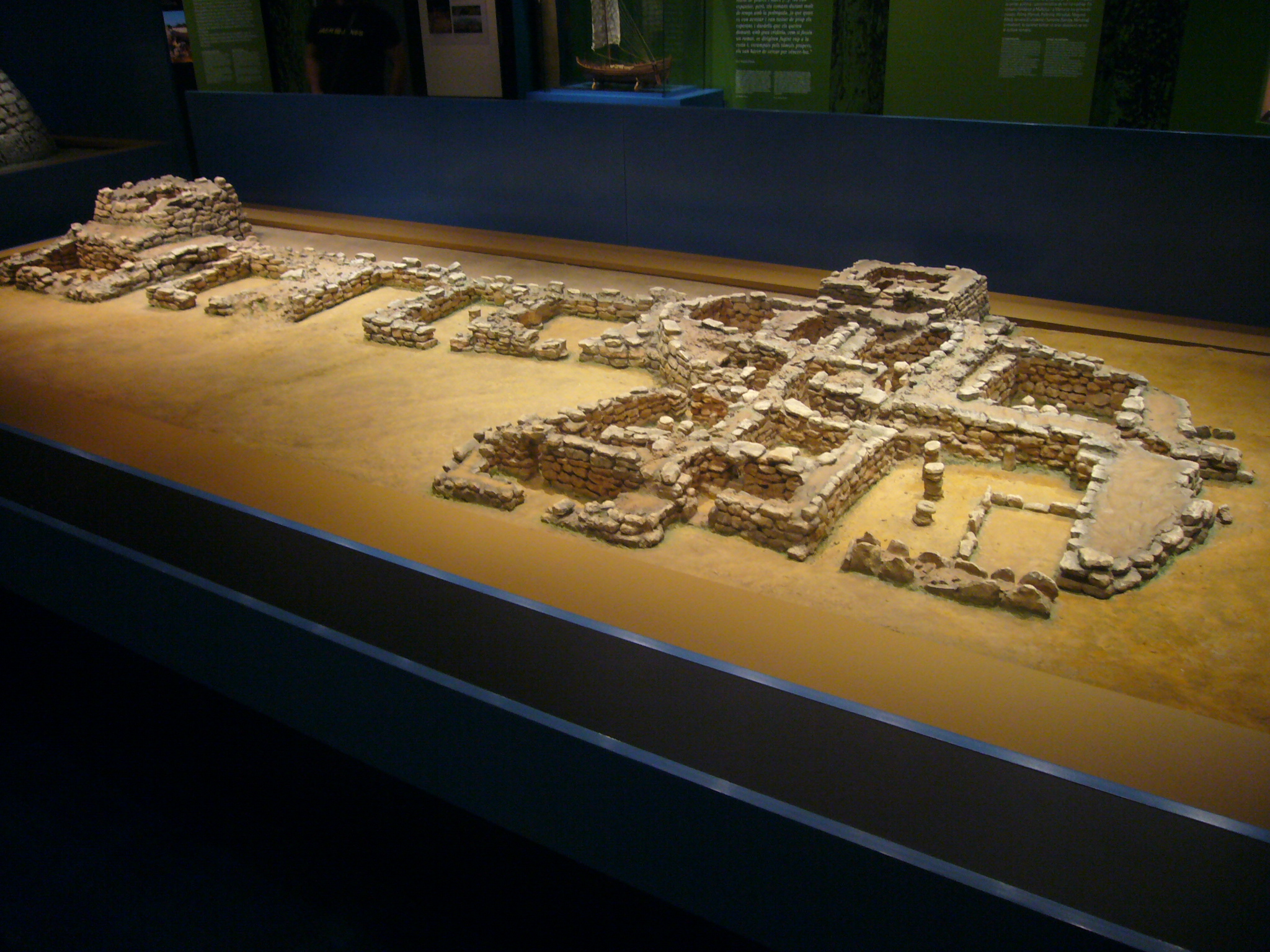
Modell von Capocorb Vell

Capocorb Vell ist eine der am besten ausgegrabenen talaiotischen Siedlungen auf den Balearen und zählt nach Giovanni Lilliu zu den größten und wichtigsten megalithischen Anlagen des westlichen Mittelmeers. Das freigelegte und heute zugängliche Gelände umfasst rund 7000 m². Die andere Hälfte der gesamten vorgeschichtlichen Stadt liegt noch unter den anliegenden landwirtschaftlichen Flächen. Die Siedlung war eine der ersten, an der Ausgrabungen durchgeführt wurden.

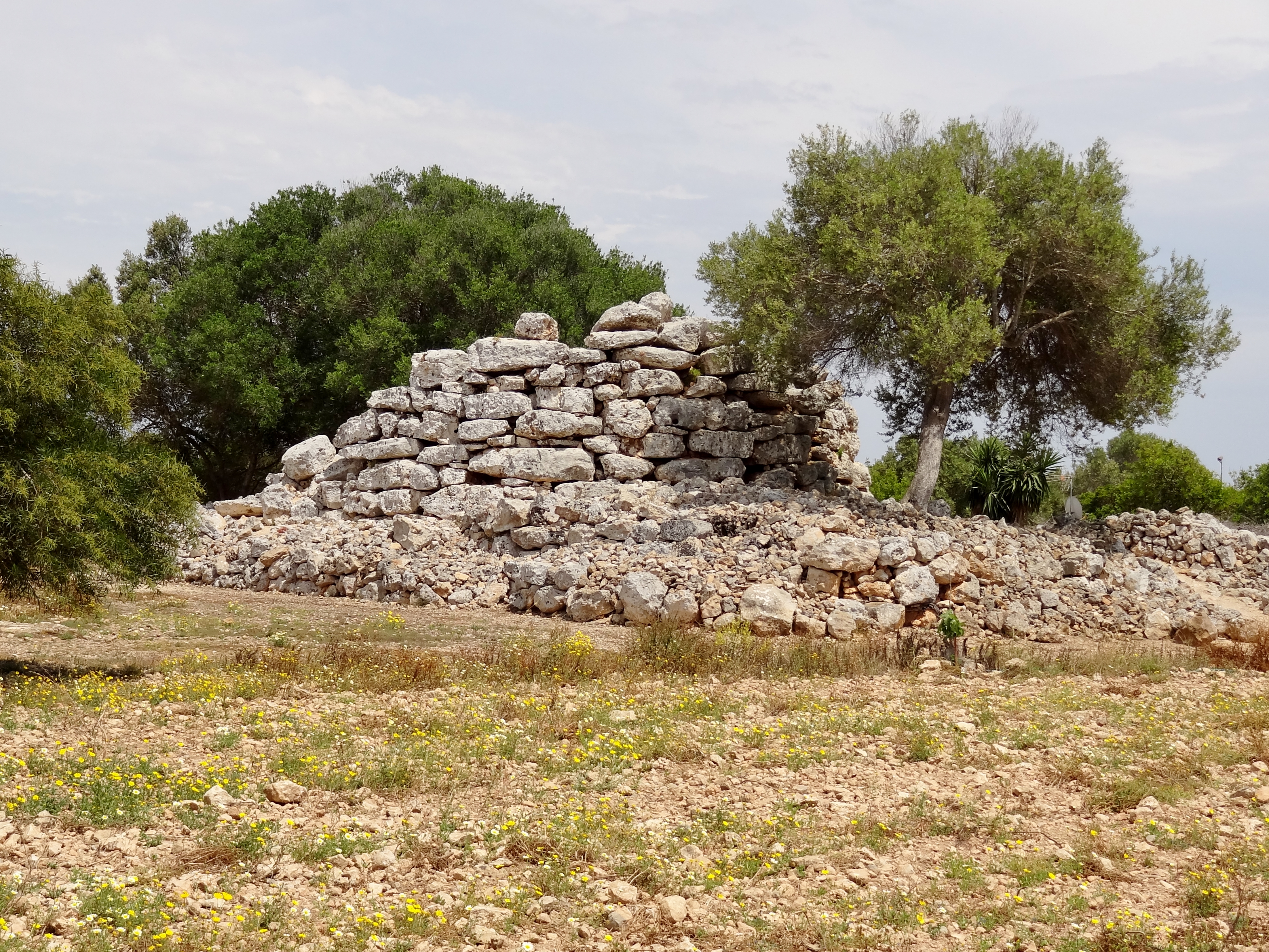
Runder Talaiot Nr. 1

Die Siedlung befindet sich in einer Ebene, ca. 80 Meter über dem Meeresspiegel. Capocorb Vell besteht aus drei runden und vier quadratischen Talaiots (dickwandige Türme), die durch mehrere Bauten verbunden sind. In der näheren Umgebung finden sich zahlreiche kleinere Talaiots und andere Gebäude. Die Siedlung wurde durch die Archäologen Louis Charles Watelin (Frankreich) und Albert Mayr (Deutschland) erforscht. Die ersten wissenschaftlichen Ausgrabungen erfolgten zwischen 1910 und 1920 unter der Leitung von José Colominas Roca und standen unter der Schirmherrschaft von Luis Pericot, einem Spezialisten für spanische Vorgeschichte.
Wissenschaftler vermuten, dass es sich um eine Wehrsiedlung für rund 500 Bewohner aus der Frühzeit der Talaiot-Kultur (12. Jahrhundert vor Christus) handelt.

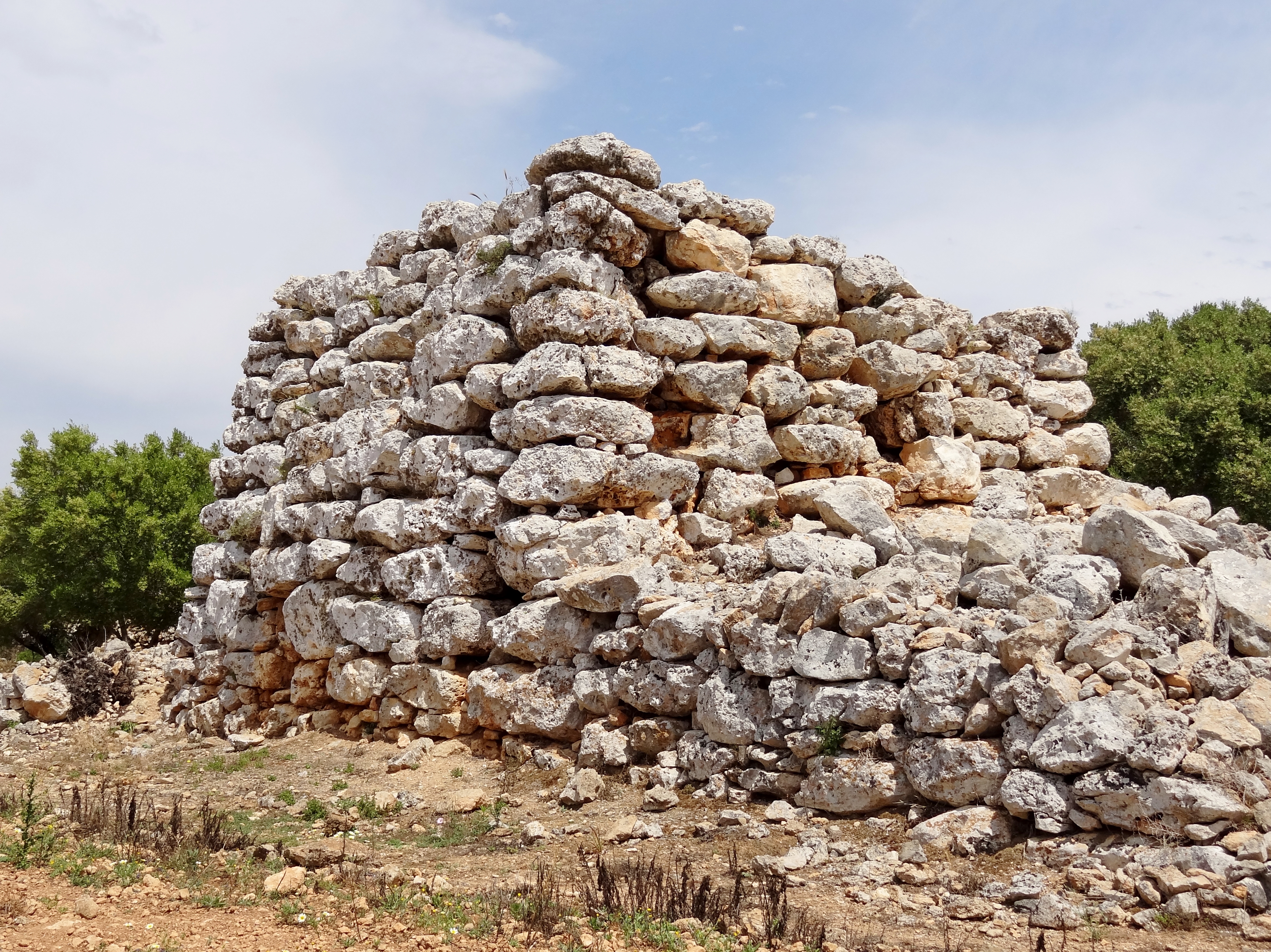
Quadratischer Talaiot A

Als wesentliche Elemente wurden ein labyrinthähnlicher Bau, eine Anhäufung von 28 Räumen, drei Rundtürme sowie zwei quadratische Türme ausgegraben. Bei einem der quadratischen Türme erkennt man die 2. Etage, die durch eine Wendeltreppe verbunden ist. Seine Eingangstür ist wie bei allen quadratischen Talaiots Mallorcas auf 145 Grad nach Südosten ausgerichtet. Die Fundstücke lassen vermuten, dass diese Siedlung von der talaiotischen Frühzeit bis in das frühe Mittelalter durchgehend besiedelt war. Die Fundstücke sind im archäologischen Museum in Barcelona zu besichtigen. Die Reste der runden Megalith-Türme sind begehbar, ebenso die quadratisch verlaufenden Grundmauern.
Bis heute gibt die Talaiot-Kultur Archäologen und Historikern Rätsel auf. Der „Talaiot“ ist ein prähistorischer Verteidigungsturm, der sowohl mit Magie und Ritual als auch mit kriegerischer Ordnung in Verbindung zu bringen ist. Ebenso ist die Frage der Ausrichtung der Eingangstüren um 145 Grad nach Südosten ungeklärt.
Laut Regierungsverordnung vom 3. Juni 1931 steht die Siedlung unter Denkmalschutz. Letzte wissenschaftliche Ausgrabungen erfolgten 1969 durch den mallorquinischen Historiker Bartomeu Font Obrador.

## Weiteres Umfeld der Anlage
Nordöstlich der Anlage befindet sich der Talayot Capocorb d’en Jaquetó. An den Steilfelsen in der Nähe von Capocorb befindet sich außerdem ein Höhlengrab.